# 1977 في أوكرانيا
فيما يلي قوائم الأحداث التي وقعت خلال عام 1977 في أوكرانيا.

## أحداث
- 4 مارس – زلزال فرنجيا 1977

## مواليد

### يناير
- 11 يناير – أليكسي لوكاشيفيتش منافِس أوليمبي أوكراني.

### فبراير
- 15 فبراير – فولوديمير هوستوف درّاج طريق أوكراني.

### أبريل
- 12 أبريل – فياتشيسلاف سينتشينكو ملاكم أوكراني.

### سبتمبر
- 30 سبتمبر – بيليب إيللينكو

### ديسمبر
- 29 ديسمبر – أندرياس كوتيلنيك ملاكم أوكراني.

## وفيات

### فبراير
- 15 فبراير – إسحاق بوليسلافسكي (مواليد 1919)

### أكتوبر
- 28 أكتوبر – أليكسي فيسوتسكي (مواليد 1919)

### ديسمبر
- 9 ديسمبر – كلاريس ليسبكتور (مواليد 1920) كاتبة برازيلية.